# 沙漠棕櫚樹 (加利福尼亞州)
沙漠棕櫚樹（英語：Desert Palms）是位於美國加利福尼亞州河濱縣的一個人口普查指定地區。

## 地理
沙漠棕櫚樹的座標為33°46′44″N 116°17′35″W / 33.77889°N 116.29306°W，而該地最高點為海拔高度34米（即112英尺）。

## 人口
根據2010年美國人口普查的數據，沙漠棕櫚樹的面積為6.918平方千米，當中陸地面積為6.916平方千米，而水域面積為0.002平方千米。當地共有人口6957人，而人口密度為每平方千米1,005人。